# Школски пројекти француске револуције
Француска револуција није само укинула феудализам у Француској, већ је утицала на велике друштвене покрете у Европи, основним постулатима: слобода, једнакост и братство. Истакла је оне захтеве грађанских слобода под којима су се развијали демократски покрети XX века. Разуме се, утицај у области школства и просвете осетио се у свим напредним земљама, а нарочито у области система и организације народног образовања. Било је, дакле, потребно да се целокупно васпитање реорганизује да би могло да одговори својој новој социјалној улози. А то значи васпитање грађана слободне демократије. У том смисли, органи француске револуције разматрали су многе предлоге и планове за организацију школства међу којима се истичу: Талејранов, Кондорсеов, Ла Пелтјеов и Лавоазјеов план.

### Талејранов план школства
Епископ Талејран (1754-1838) поднео је Народној скупштини пројекат закона о национализацији црквених поседа, што је, донекле, довело у питање опстанак основних школа које су издржавале цркве, јер су школе после национализације остале без прихода. Талејран је предложио да се уведе јединствени државни систем образовања, који би обухватао: основну, окружну и департманску школу као и Национални институт.
Основне школе требало је да буду бесплатне са следећим предметима: матерњи језик, рачун и геометрија, веронаука, морал, устав и физичке вежбе. Окружне школе дају широко образовање и у њима се плаћа школарина па због тога обухватају знато мање ученика. Осим поменутих премдмета из основне школе, уче се: математика, физика, говориштво и логика. Департманске школе припремају професије лекара, правника и официра. Национални институт је научна установа која руководи целокупим научним и уметничким радом у земљи и бави се научним истраживањима.
Својим пројектом Талејран није унео радикалне измене у тадашњи систем, па је прихваћена само једна тачка пројекта, а то је да ће бити створено и организовано народно образовање, заједничко за све грађане, бесплатно у оним фазама образовања које су неопходне за све људе.

### Кондорсеов пројекат школства (жирондински проекат)
На челу Комитета за народно образовање Законодавне скупштине био је познати математичар, физичар, филозоф и просветитељ Кондорсе, секретар академије наука и један од вођа жирондиста. У предлогу за организацију школства Кондорсе је тражио опште, обавезно и бесплатно школовање на свим нивоима. Свој систем школства замислио је с 5 ступњева:
1. Примарне (основне) школе са четворогодишњом наставом које се организују у свим насељима, на сваких 400 становника, за сву децу без обзира на пол и сталеж. У наставни план улазили су: читање, писање, граматика, аритметика, основи геометрије, упознавање са основама сеоског газдинства и морални принципи.
2. Продужне (трогодишње школе) другог ступња за учење заната и трговине на сваких 4000 становника. Ове школе би биле допуна основним школама и у њима би се учила: математика, познавање природе, хемија, елементарна знања из комерцијалних наука, као и морални принципи.
3. Институти (средње школе), по један у сваком департману, завршавају опште образовање и уједно припремају стручњаке за сеоско газдинство. У њима би се учила пољопривреда, занатство и основни појмови из медицине.
4. Лицеји (високе школе) којих у Француској треба да буде десет, образовали би будуће научнике, раднике и професоре.
5. Национални институт, за науку и уметност, који истовремено руководи целокупним системом народног образовања.

Кондорсеов пројекат подразумевао је и ваншколско образовање, путем музеја, библиотека, предавања и других облика рада.

### Лепелтјеов план
После пада жиродиста власт су преузели јакобинци, представици најреволуционарнијег дела француске републике.
У свом пројекту Мишел Леплетје критикује Кондоресов план указујући на то да само проглашење обавезног школовања не осигурава и стварно школовање деце, тим пре што се сиромашни не одричу дечјег рада да би слали децу у школе.
Лепелтје предлаже да се уместо основних школа установе домови националног васпитања и којима би деца живела, радила и учила од пете до петнаесте године обавезно и потпуно бесплатно. Пажња би била сумерена на физичко и радно васпитање, а у наставни садржај он уводи читање, писање, рачун, основне моралне принципе, знање о сеоској производњи, приче из историје и француске револуције.
По својвој револуционарности и демократичности педагошки пројекат Лепелтјеа превазилази претходне пројекте, али је ипак у својој основи утопијски, јер се ослањао на веровање да ће сиромаштво нестати применом добрих закона и да ће друштвене неједнакости бити исправљене путем васпитања сиротиње коју ће финансирати богати људи.

### Лавоазјеов план
Лоран Лавоазје, славни француски хемичар, један од оснивача научне хемије, у своме плану народног образовања, дао је читав педагошки систем. Његова заслуга је што је покушао да народно образовање усклади са развојем националне индустрије. У програму општеобразовне основне школе, морају се изучавати: читање, писање, рачун, геометрија, почетна знања из физике, природопис и основе ручног рада. Тражио је да школовање буде опште, обавезно и бесплатно. После основне школе похађала би се школа другог степена коју је делио на школу науке и литературе, на занатску школу и на школу хемијских наука.